# Џастин Тимберлејк
Џастин Рандал Тимберлејк (енгл. Justin Randall Timberlake; Мемфис, 31. јануар 1981) амерички је певач, текстописац, продуцент, плесач и глумац. Освојио је шест Гремија и један Еми.
Џастин Тимберлејк је ушао у свет познатих као водећи вокал групе N Sync коју је оформио Лу Перлман. Године 2002. је издао свој дебитантски соло албум, Justified који је продат у више од 7 милиона копија широм света. Тимберлејков други соло албум, FutureSex/LoveSounds је издат 2006. и имао је три број један сингла: SexyBack, My Love i What Goes Around... /... Comes Around. Са албума су такође издата три топ 20 хит сингла: Summer Love, LoveStoned i Until the End of Time.
До јануара 2009. године FutureSex/LoveSounds је продат у више од 9 милиона копија. Са своја прва два албума, Тимберлејк је продао више од 18 милиона копија широм света као и више од 55 милиона као један од два водећа певача бенда N Sync. Његове остале подухвате укључују издавачка кућа Тинмен Рекордс, модна кућа Вилијам Раст, као и ресторани Дестино и Southern Hospitality.

## Биографија

### Детињство
Тимберлејк је одрастао у Милингтону, градићу северно од Мемфиса. Први јавни наступ имао је у популарној емисији за нове таленте "Star Search". После тога постаје члан групе Мики Маус клаб (The Mickey Mouse Club) у којој су још биле Бритни Спирс и Кристина Агилера. Ту је упознао Џеј Сија Шазија кога је 1995. године позвао да буде члан групе коју је хтео да оснује. То је била група NSYNC.

### NSYNC
Године 1997. издају свој први албум, "NSYNC".
Песма "Tearin' Up My Heart" постаје хит у Европи док су Америку освојили песмом "I Want You Back". Највећи успех име је албум "No Strings Attached". који је оборио све рекорде када се у року од недељу дана продао у 2,4 милиона копија и тако ушао у историју. Са албума су се издвојили хитови "Bye, Bye, Bye", "It's Gonna Be Me" (који им је и једини број 1. у САД), "I'll Never Stop" и "This I Promise You". Албум је само у САД продат у близу 10.000.000 копија, чиме је постао најпродаванији албум 2000. Године 2001. издају албум "Celebrity". Највећи хит са албума је била песма "Girlfriend" направљена у сарадњи са репером Нелијем. У то време Тимберлејк је увелико био у вези са Бритни Спирс али се почетком 2002. године разилазе.

### Соло
Почетком 2002. Тимберлејк почиње рад на свом првом соло албуму "Justified" који излази крајем 2002. године. Први сингл била је песма "Like I Love You" али највећи хит је постала песма "Cry Me A River" у којој је Тимберлејк описао „авантуре“ своје бивше девојке. Песму је пратио контроверзан спот у којем се појављује двојница Бритни Спирс. Са албума су се још издвојиле песме "Rock Your Body" и "Senorita". Албум је продат у преко седам милиона копија. Године 2003. гостује групи Блек ајд пиз у песми "Where Is The Love" и за Мекдоналдс снима промотивну песму "I'm Lovin' It". Године 2004. осваја два Гремија у категоријама: Најбоља мушка вокална поп интерпретација и Најбољи поп албум, и почиње везу са глумицом Камерон Дијаз. Године 2004. учествује у једном од највећих скандала у историји шоу бизниса. У полувремену Супербоула, за време наступа са Џенет Џексон, откида својој партнерки део гардеробе откривши јој десну дојку, што је изазвало незапамћен скандал.

### 
Дана 12. септембра 2006. године објавио је други соло албум "FutureSex/LoveSounds". Албум је дебитовао на првом месту у Америци а први сингл је била песма "SexyBack", која је уједно постала и његов највећи хит. Прва је његова соло песма која је доспела до првог места америчке листе синглова. Следећи синглови су били "My Love" и "What Goes Around ... Comes Around" који су исто доспели до првог места у Америци. Уследила је и сарадња са Тимбаландом и Нели Фуртадо у песми "Give It To Me" која се такође нашла на шампионској позицији у Америци. Албум је до сада продат у преко 8 милиона копија широм света и још увек се добро котира на топ-листама. Као синглови су издате и песме "Lovestoned (I Think She Knows)" и "Summer Love", док му се у песми "Until The End Of time" придружује Бијонсе.

### (2013)
Џастин Тимберлејк је 10. јануара путем видео снимка најавио да је спреман да се врати музици. На његовом званичном сајту постављен је сат који је одбројавао дане, сате и минуте до 13. јануара, датума објављивања његовог првог сингла "Suit & Tie". Песма је већ сутрадан била прво место на iTunes сајту. Премијерно извођење песме било је 10. фебруара на додели Grammy награда. Следећи сингл, песма "Mirrors" објављена је истог дана, 10. фебруара, а премијерно је је изведена на Brit Awards. Затим је најављено да ће изаћи и други део албума, 30. септембра, а у међувремену излази и трећи сингл "Tunnel Vision". 12. јула излази први сингл Тимберлејковог четвртог студијског албума "The 20/20 Experience (2 of 2)" под називом "Take Back The Night".

## Глума
Прву главну улогу имао је у филму "Едисон" који није ни имао биоскопску премијеру. Глуми и у филмовима "Alpha Dog", "Black Snake Moan", "Southland Tales", а позајмио је глас младом краљу Артуру у анимираном филму Шрек 3 (2007) . Такође је глумио и у филму "Само другарски".

## Имиџ
Након напуштања групе NSYNC Тимберлејк је настојао да се реши репутације маминог сина. На албуму "Justified" приметно је да су Тимберлејкове песме озбиљније са ритам и блуз/хип-хоп призвуком. У имиџ уноси извесну дозу сексепила што је први пут демонстрирао почетком 2003. године када се сликао за насловну страну часописа Ролинг стоун. Ово је помогло његовој каријери, после тога се често налазио на топ-листама најпожељнијих мушкараца, а стекао је и широко „геј“ следбеништво.

## Дискографија

### Албуми
Са групом NSYNC
- (1998)
- (1998)
- (1998)
- (2000)
- (2001)
- (2005)
- (2010)

Соло
- (2002)
- (2006)
- (2013)
- – 2 of 2 (2013)
- (2018)
- (2024)

### Синглови
- Са групом NSYNC-
- (1998)
- (1998)
- (1998)
- (1998)
- (1999)
- (са Глоријом Естефан) (1999)
- (2000)
- (2000)
- (2000)
- (2001)
- (2001)
- (са Нелијем) (2002)
- Соло-
- (са ) (2002)
- (са Тимбаландом) (2003)
- (2003)
- (2003)
- (2003)
- (са Тимбаландом) (2006)
- (са Ти Ајем) (2006)
- (2007)
- (2007) (издато за америчко тржиште)
- (2007)
- (са Бијонсе) (издато за америчко тржиште) (2007)
- (са Џеј-Зи-јем) (2013)
- (2013)
- (2013)
- (2013)
- (2013)
- (2014)

### Видеографија
| Спот                                                | Година | Режисер                                   |
| --------------------------------------------------- | ------ | ----------------------------------------- |
| Like I Love You                                     | 2002   | Баки Хром                                 |
| Cry Me a River                                      | 2002   | Францис Лавренс                           |
| Work It                                             | 2003   | Џозеф Кан                                 |
| Rock Your Body                                      | 2003   | Францис Лавренс                           |
| Señorita                                            | 2003   | Паул Хунтер                               |
| I'm Lovin' It                                       | 2003   | Паул Хунтер                               |
| Signs                                               | 2005   | Паул Хунтер                               |
| SexyBack                                            | 2006   | Мајкл Хаусман                             |
| Let Me Talk To You/My Love                          | 2006   | Паул Хунтер                               |
| What Goes Around... Comes Around                    | 2007   | Самуел Бајер                              |
| Give It to Me                                       | 2007   | Паул Ален, Тимбланд                       |
| LoveStoned/I Think She Knows Interlude              | 2007   | Роберт Хејлс                              |
| Ayo Technology                                      | 2007   | Џозеф Кан                                 |
| 4 Minutes                                           | 2008   | Џонас, Францис                            |
| Dead and Gone                                       | 2009   | Крис Робинсон                             |
| Love Sex Magic                                      | 2009   | Дајан Мартел                              |
| Carry Out                                           | 2010   | Брајан Барбер                             |
| Love Dealer                                         | 2010   | The Malloys                               |
| 3-Way (The Golden Rule)                             | 2011   | Акива Шафер, Џорма Таконе                 |
| Suit & Tie                                          | 2013   | Дејвид Финчер                             |
| Mirrors                                             | 2013   | Флорија Сигисмонди                        |
| Tunnel Vision                                       | 2013   | Џонатан Крејвен, Симон, Џеф Николас       |
| Take Back the Night                                 | 2013   | Џеф Николас, Џонатан Крејвен, Дарен Крејг |
| Holy Grail                                          | 2013   | Антони Мандлер                            |
| TKO                                                 | 2013   | Рајан Реичхенфијлд                        |
| Not A Bad Thing                                     | 2014   | Денис Лиу                                 |
| Love Never Felt So Good                             | 2014   | Рич Ли, Џастин Тимберлејк                 |
| Can't Stop the Feeling! (First Listen: Trolls Cast) | 2016   |                                           |
| Can't Stop the Feeling!                             | 2016   | Марк Романек                              |
| Filthy                                              | 2018   | Марк Романек                              |
| Supplies                                            | 2018   | Дејв Мејерс                               |
| Say Something                                       | 2018   | Артуро Перез Џр.                          |
| Man of the Woods                                    | 2018   | Паул Хунтер                               |
| The Other Side                                      | 2020   | Даниел Расел                              |

### Сарадње
- 2001:  (са Брајаном Мекнајтом)
- 2001:  (са Бритни Спирс)
- 2002:  (са Нелијем)
- 2003:  (са Блек ајд пиз)
- 2004:  (са Тимбаландом)
- 2004:  (са Кери Хилсон)
- 2005:  (са Снуп Догом и Чарлијем Вилсоном)
- 2005:  (са Блек ајд пиз)
- 2005:  (са Чарлијем Вилсоном и Вил. ај. емом)
- 2006:  (са Серђом Мендезом)
- 2007:  (са Тимбаландом и Нели Фуртадо)
- 2007:  (са Фифти Сентом и Тимбалендом
- 2007:  (са Дјуран Дјуран)
- 2008:  (са Мадоном и Тимбалендом)
- 2008:  (са Ти Ајом)
- 2009:  (са Сијером)
- 2014:  (са Мајклом Џексоном)